# شرازول
شرازول یکی از روستاهای استان آذربایجان شرقی است که در دهستان گاودول غربی بخش مرکزی شهرستان ملکان واقع شده‌است. جمعیت این روستا 180 نفر می باشد . این روستا در فاصله یک کیلومتری غرب شهر ملکان قرار دارد. رودخانه موردو چای (مردق) بعد از عبور از شهر ملکان با بستر مئاندری و پیچ در پیچ از جنوب این روستا عبور می کند. شغل اهالی این روستا کشاورزی و امور پیمانکاری ساختمان و بنایی بوده و  محصول کشاورزی اصلی انگور و صیفی جات میباشد. 
در جدیدترین طرح  تقسیمات کشوری در آینده نزدیک این روستا به محدوده شهر ملکان الحاق خواهد شد.